# Convenção de Reconhecimento de Lisboa
A Convenção sobre o Reconhecimento das Qualificações Relativas ao Ensino Superior na Região Europa, também conhecida por Convenção de Reconhecimento de Lisboa ou Convenção de Lisboa, aprova um conjunto de princípios gerais sobre o reconhecimento mútuo, entre os Estados signatários, das qualificações que dão acesso ao ensino superior, de períodos de estudo de ensino superior e de qualificações de ensino superior.
A Convenção foi aberta à assinatura dos Estados membros do Conselho da Europa, em Lisboa, em 11 de Abril de 1997.

## A Convenção em Portugal
Portugal é um dos estados signatários da Convenção, que foi aprovada para ratificação pela Resolução da Assembleia da República n.º 25/2000, de 30 de Março, e ratificada pelo Decreto do Presidente da República n.º 12/2000, de 30 de Março.
Em Portugal, os princípios da Convenção referentes ao ensino superior estão contemplados nos diplomas legais que regulam a equivalência e o reconhecimento de habilitações superiores estrangeiras:
- Decreto-Lei n.º 283/83, de 21 de Junho, alterado pelo Decreto-Lei n.º 341/2007, de 12 de Outubro;
- Decreto-Lei n.º 341/2007, de 12 de Outubro.

## Definições adotadas na Convenção
- Acesso (ao ensino superior)

O direito reconhecido a um candidato qualificado de apresentar uma candidatura susceptível de ser considerada para efeitos de admissão ao ensino superior.
- Admissão (em instituições e programas de ensino superior)

O acto ou o sistema que permite aos candidatos qualificados prosseguir os estudos numa determinada instituição e/ou num programa do ensino superior.
- Avaliação (de instituições e programas)

O processo que permite determinar a qualidade do ensino de uma instituição ou de um programa de ensino superior.
- Avaliação (de qualificações individuais)

Apreciação escrita, por um organismo competente. das qualificações estrangeiras de um indivíduo.
- Autoridade competente em matéria de reconhecimento

Um organismo oficialmente designado para tomar decisões vinculativas em matéria de reconhecimento de qualificações obtidas no estrangeiro.
- Ensino superior

Todos os tipos de ciclos de estudo ou de conjuntos de ciclos de estudo. de formação ou de formação para a investigação. de nível pós-secundário, reconhecidos pelas autoridades competentes de uma Parte, como fazendo parte integrante do seu sistema de ensino superior.
- Instituição de ensino superior

Instituição que ministra um ensino superior reconhecido pela autoridade competente de uma Parte como fazendo parte integrante do seu sistema de ensino superior.
- Programa de ensino superior

Ciclo de estudos reconhecido pela autoridade competente de uma Parte como fazendo parte do seu sistema de ensino superior e cuja conclusão confira ao estudante uma qualificação de ensino superior.
- Período de estudos

Qualquer parte de um programa de ensino superior que foi objecto de uma avaliação e de uma validação e que mesmo não constituindo por si só um programa de estudos completo. representa uma aquisição significativa de conhecimentos e de competências.
- Qualificação

A. Qualificação de ensino superior 
Qualquer grau. diploma. certificado ou titulo conferido por uma autoridade competente e que atesta a aprovação num programa de ensino superior.
B. Qualificação que dá acesso ao ensino superior. 
Qualquer diploma ou certificado emitido por uma autoridade competente. que atesta a aprovação num programa de ensino e confere ao seu titular o direito de se candidatar e poder ingressar no ensino superior (cf. a definição de Acesso).
- Reconhecimento

Declaração emitida por uma autoridade competente, do valor de uma qualificação de ensino estrangeiro tendo em vista aceder a actividades educacionais e/ou de emprego.
- Condições exigidas

A - Condições gerais 
Condições que devem ser preenchidas em todos os casos, para o acesso ao ensino superior, ou a um nível determinado deste ensino, ou para a concessão de uma qualificação de ensino superior de um determinado nível.
B - Condições específicas 
Condições que devem ser preenchidas para além das condições gerais, com vista à admissão a um determinado programa de ensino superior ou à concessão de uma qualificação específica de ensino superior numa determinada área de estudos.

## Estados signatários
| País                      | Data da assinatura | Data da ratificação | Data que entrou em vigor |
| Albânia                   | 04/11/1999         | 06/03/2002          | 01/05/2002               |
| Andorra                   |                    |                     |                          |
| Armênia                   | 26/05/2000         | 07/01/2005          | 01/03/2005               |
| Austrália                 | 19/09/2000         | 22/11/2002          | 01/01/2003               |
| Áustria                   | 07/07/1997         | 03/02/1999          | 01/04/1999               |
| Azerbaijão                | 11/04/1997         | 10/03/1998          | 01/02/1999               |
| Bielorrússia              | 04/01/2002         | 19/02/2002(a)       | 01/04/2002               |
| Bélgica                   | 07/03/2005         |                     |                          |
| Bósnia e Herzegovina      | 17/07/2003         | 03/03/2004          |                          |
| Bulgária                  | 11/04/1997         | 19/05/2000          | 01/07/2000               |
| Canadá                    | 04/11/1997         |                     |                          |
| Croácia                   | 11/04/1997         | 17/10/2002          | 01/12/2002               |
| Chipre                    | 25/03/1998         | 21/11/2001          | 01/01/2002               |
| Chéquia                   | 11/04/1997         | 15/12/1999          | 01/02/2000               |
| Dinamarca                 | 11/04/1997         | 20/03/2003          | 01/05/2003               |
| Estônia                   | 11/04/1997         | 01/04/1998          | 01/02/1999               |
| Finlândia                 | 22/01/1998         | 22/01/2004          | 01/03/2004               |
| França                    | 11/04/1997         | 04/10/1999          | 01/12/1999               |
| Geórgia                   | 11/04/1997         | 13/10/1999          | 01/12/1999               |
| Alemanha                  | 11/04/1997         |                     |                          |
| Grécia                    |                    |                     |                          |
| Santa Sé (Vaticano)       | 11/04/1997         | 28/02/2001          | 01/04/2001               |
| Hungria                   | 11/04/1997         | 04/02/2000          | 01/04/2000               |
| Islândia                  | 11/04/1997         | 21/03/2001          | 01/05/2001               |
| Irlanda                   | 08/03/2004         | 08/03/2004          | 01/05/2004               |
| Israel                    | 24/11/1997         |                     |                          |
| Itália                    | 24/07/1997         |                     |                          |
| Cazaquistão               | 11/04/1997         | 07/10/1998          | 01/02/1999               |
| Quirguistão               |                    | 09/03/2004 (a)      | 01/05/2004               |
| Letónia                   | 11/04/1997         | 20/07/1999          | 01/09/1999               |
| Liechtenstein             |                    | 01/02/2000 (a)      | 01/04/2000               |
| Lituânia                  | 11/04/1997         | 17/12/1998          | 01/02/1999               |
| Luxemburgo                | 11/04/1997         | 04/10/2000          | 01/02/2000               |
| Malta                     | 11/04/1997         | 16/11/2005          | 01/01/2006               |
| Moldávia                  | 06/05/1997         | 23/09/1999          | 01/11/1999               |
| Mônaco                    |                    |                     |                          |
| Países Baixos             | 14/05/2002         |                     |                          |
| Noruega                   | 11/04/1997         | 29/04/1999          | 01/06/1999               |
| Polônia                   | 11/04/1997         | 17/03/2004          | 01/05/2004               |
| Portugal                  | 11/04/1997         | 15/10/2001          | 01/12/2001               |
| Romênia                   | 11/04/1997         | 12/01/1999          | 01/03/1999               |
| Rússia                    | 07/05/1999         | 25/05/2000          | 01/07/2000               |
| São Marino                |                    |                     |                          |
| Sérvia e Montenegro       | 03/03/2004         |                     |                          |
| Eslováquia                | 11/04/1997         | 13/07/1999          | 01/09/1999               |
| Eslovênia                 | 11/04/1997         | 21/07/1999          | 01/09/1999               |
| Espanha                   |                    |                     |                          |
| Suécia                    | 11/04/1997         | 28/09/2001          | 01/11/2001               |
| Suíça                     | 24/03/1998         | 24/03/1998          | 01/02/1999               |
| A.R.M. da Macedônia       | 11/04/1997         | 29/11/2002          | 01/01/2003               |
| Tajiquistão               |                    | 09/03/2004 (a)      | 01/05/2004               |
| Turquia                   | 01/12/2004         |                     |                          |
| Ucrânia                   | 11/04/1997         | 14/04/2000          | 01/06/2000               |
| Reino Unido               | 07/11/1997         | 23/05/2003          | 01/07/2003               |
| Estados Unidos da América | 07/11/1997         | 23/05/2003          | 01/07/2003               |